# CENTREL
CENTREL (Central European Electricity Network) war in der elektrischen Energietechnik ein Zusammenschluss der Übertragungsnetzbetreiber aus Tschechien (ČEPS), Polen (Polskie Sieci Elektroenergetyczne), Ungarn (Magyar Villamos Művek Rt.) und der Slowakei (Slovenské elektrárne). Er wurde am 11. Oktober 1992 gegründet. Im Jahr 1995 erfolgte technisch der so genannte Synchronschluss in das europäische Verbundsystem (UCTE). Rechtlich ist CENTREL 1999 im Verband Europäischer Übertragungsnetzbetreiber (ENTSO-E) aufgegangen.